# Muraltia ferox
Muraltia ferox är en jungfrulinsväxtart som beskrevs av Margaret Rutherford Bryan Levyns. Muraltia ferox ingår i släktet Muraltia och familjen jungfrulinsväxter. Inga underarter finns listade i Catalogue of Life.